# Reményfi János
Reményfi János, Reményfy (1848-ig Pischurchy; Vágújhely vagy Tiszakürt, 1819 — Csongrád, 1873. április 9.) magyar honvédszázados.

## Életútja
Vagyontalan, kisnemesi származású, római katolikus magyar. 1841-ben beállt önkéntes katonának, 1846-tól őrmester az 52. gyalogezred 3. zászlóaljában. 1848 nyarától magyar szabadságharcos katona, harcolt a szerb felkelők ellen. 1848 szeptembertől hadnagy, 1849 márciustól főhadnagy, áprilistól százados a 24. honvédzászlóaljban. Alakulatával 1848 novembertől a Délvidéken, 1849 februárjától Erdélyben harcolt. 1849 áprilistól a temesközi erdélyi hadosztályban teljesített szolgálatot, végül Ruszkabánya térparancska lett.
Az 1848–49-es forradalom és szabadságharc bukása után álnéven csendbiztosként működött Hódmezővásárhelyen. Az 1867-es kiegyezés után írnok Csongrád városban, s a Csongrád megyei honvédegylet tagja. 1873-ban érte a halál, aszkór következtében hunyt el. Csongrádon a Köztemetőben helyezték örök nyugalomra, sírját már felszámolták. Felesége Kovács Teréz volt.